# Mensen van kleur
Een mens van kleur is eenieder die geen blanke huidskleur heeft. De term verenigt mensen van alle andere huidskleuren en etniciteiten en benadrukt een gedeelde beleving van systemisch en institutioneel racisme. Het is een leenvertaling van het Engelse begrip people of color (POC), dat ontstond in de Verenigde Staten en sindsdien ook in andere Angelsaksische landen wordt gehanteerd. Een variant is de afkorting BIPOC, wat staat voor black, indigenous, and other people of color (zwarte en inheemse mensen en andere mensen van kleur) en wat de historische discriminatie benadrukt van Afro-Amerikanen en de oorspronkelijke, inheemse bevolking in de Verenigde Staten.

## Geschiedenis
De vroegste vindplaats van person of color dateert van 1796. De term duidde in het begin op mensen met een Europese en een Afrikaanse ouder. In de Zuidelijke Verenigde Staten duidde person of color specifiek op een voormalig slaafgemaakte met een witte en een niet-witte ouder. In de Franse kolonies werd het vergelijkbare gens de couleur gehanteerd. Eind 20e eeuw raakte de term 'colored' (kleurling) in onbruik als parapluterm voor wie geen blanke huidskleur had en kwam 'person of color' ervoor in de plaats. Sindsdien heeft het gebruik ervan zich verbreid naar andere landen.
De leenvertaling mensen van kleur (ook persoon van kleur, iemand van kleur) dook in de jaren 1980 en 1990 al op in het Nederlands en won sinds begin jaren 2020 terrein in Vlaanderen en Nederland. Verschillende instanties namen de terminologie op in hun richtlijnen voor inclusieve taal.